# Brixia-Züst

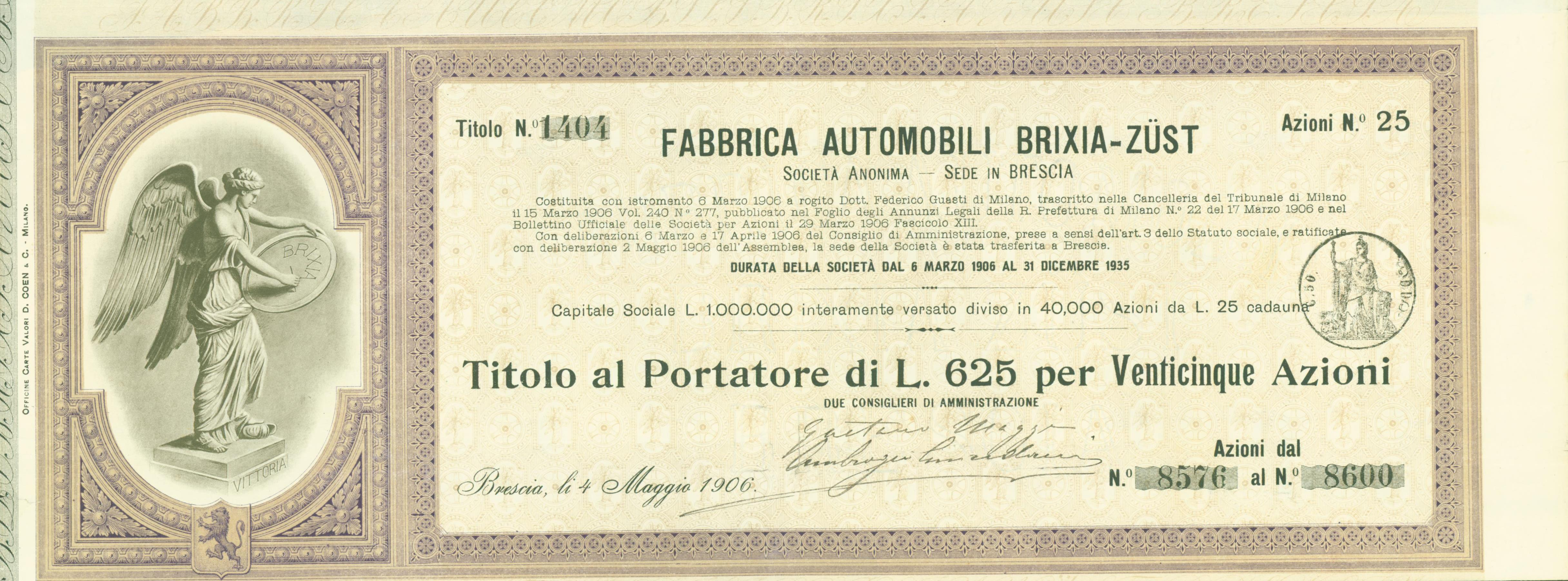
Action de la Fabrica Automobili Brixia-Züst en date du 4 mai 1906.

La société Brixia-Züst a été créé en 1906 comme une filiale de la société Züst SpA, pour la fabrication de voitures plus économiques que celles de la maison mère.
La société Züst était réputée pour la qualité de ses voitures luxueuses.
Le premier modèle produit par cette nouvelle marque automobile sera la Brixia-Züst 14/18 HP, de type très classique, avec un moteur 4 cylindres de 3.770 cm³ bibloc, un châssis à longerons longitudinaux, une transmission par arbre et cardans et une conduite en position haute. Cette automobile, naturellement revue et mise à jour au fil des années, restera en production jusqu'en 1911. Brixia-Züst en déclinera une version sportive. En 1909, la voiture reçut un moteur de plus faible cylindrée, de 2.297 cm³. 
La voiture la plus intéressante de la courte vie de la marque, sera la Brixia-Züst 10 HP, un des tout  premiers modèles au monde à être équipé d'un moteur à 3 cylindres en ligne. Les suspensions étaient à lames longitudinales maintenant des essieux rigides et les freins agissaient sur les roues arrière et sur la transmission. La boîte de vitesses était mécanique à 3 rapports. La vitesse maximale était de 60 km/h, la puissance de 10 CV et la cylindrée de 1.495 cm³. 
La Brixia-Züst 10 HP fut commercialisée en 1909 alors que la crise économique qui préfigurait la Première Guerre mondiale frappait toutes les populations du vieux continent. Peu avant le début du conflit, en 1912, la maison mère milanaise Züst SpA absorba sa filiale de Brescia.
En 1917, ce sera la société Züst qui sera à son tour rachetée par ce qui deviendra la société OM qui s'appelait à l'époque Miani, Silvestri & C..